# Meerreiher
Der Meerreiher (Egretta dimorpha) ist eine mittelgroße Reiherart, die an der ostafrikanischen Küste vom südlichen Somalia über Kenia und Tansania bis zum nördlichen Mosambik, außerdem auf den Komoren, Seychellen und auf Madagaskar vorkommt.

## Merkmale
Die Vögel erreichen eine Gesamtlänge von 55 bis 65 Zentimeter. Wie beim nah verwandten Küstenreiher (Egretta gularis) tritt der Meerreiher in zwei, farblich deutlich unterschiedlichen Morphen auf, eine fast völlig weiße und eine dunkle. Die weiße ist oft noch heller als die weiße Morphe des Küstenreihers. Die dunkle Morphe ist schwärzlich oder dunkel blaugrau gefärbt und ist in vielen Regionen zahlreicher als die weiße. Sie hat für gewöhnlich eine weiße Kehle und weiße Markierungen auf den Flügeln, das Ausmaß dieser weißen Bereiche ist jedoch von Individuum zu Individuum unterschiedlich. Der Schnabel und die Beine sind bei beiden Morphen schwarz, die Zehen sind gelb oder olivfarben, wobei diese Färbung bei einigen Exemplaren bis auf die Fußwurzel reicht. Die unbefiederte Wachshaut an der Schnabelbasis ist hellgelb und verfärbt sich bei brütenden Vögeln tief rosa. Die weiße Morphe kann nur sehr schwer vom Seidenreiher (Egretta garzetta) unterschieden werden. Der Meerreiher hat jedoch einen etwas längeren Schnabel mit einer dickeren Schnabelbasis. Der Seidenreiher hat einen kürzeren Hals, einen schlankeren Rumpf und längere Handschwingen als der Meerreiher.

## Lebensraum
Der Meerreiher ist ein Standvogel und lebt an Flussufern, flachen Seen und Lagunen, Bewässerungsgräben, auf überflutetem Grasland und in Sümpfen sowie an der Meeresküste in Mangroven, an Korallenriffen und an sandigen, schlammigen und felsigen Stränden. Nur auf Madagaskar findet man ihn auch im Binnenland.
Die IUCN listet den Meerreiher nicht als eigenständige Art und über eine potentielle Gefährdung können keine Angaben gemacht werden.

## Systematik
Der Meerreiher wurde 1914 durch den deutschen Ornithologen Ernst Hartert erstmals wissenschaftlich beschrieben. Lange Zeit war es aber umstritten, ob es sich beim Meerreiher um eine eigenständige Art handelt oder ob er als Unterart dem Küstenreiher (so im Band 1 des Handbook of the Birds of the World oder bei der IUCN) oder dem Seidenreiher zugeordnet werden soll. Die International Ornithologists’ Union listet den Meerreiher inzwischen als eigenständige, monotypische Art.